# 什拉帕尼采

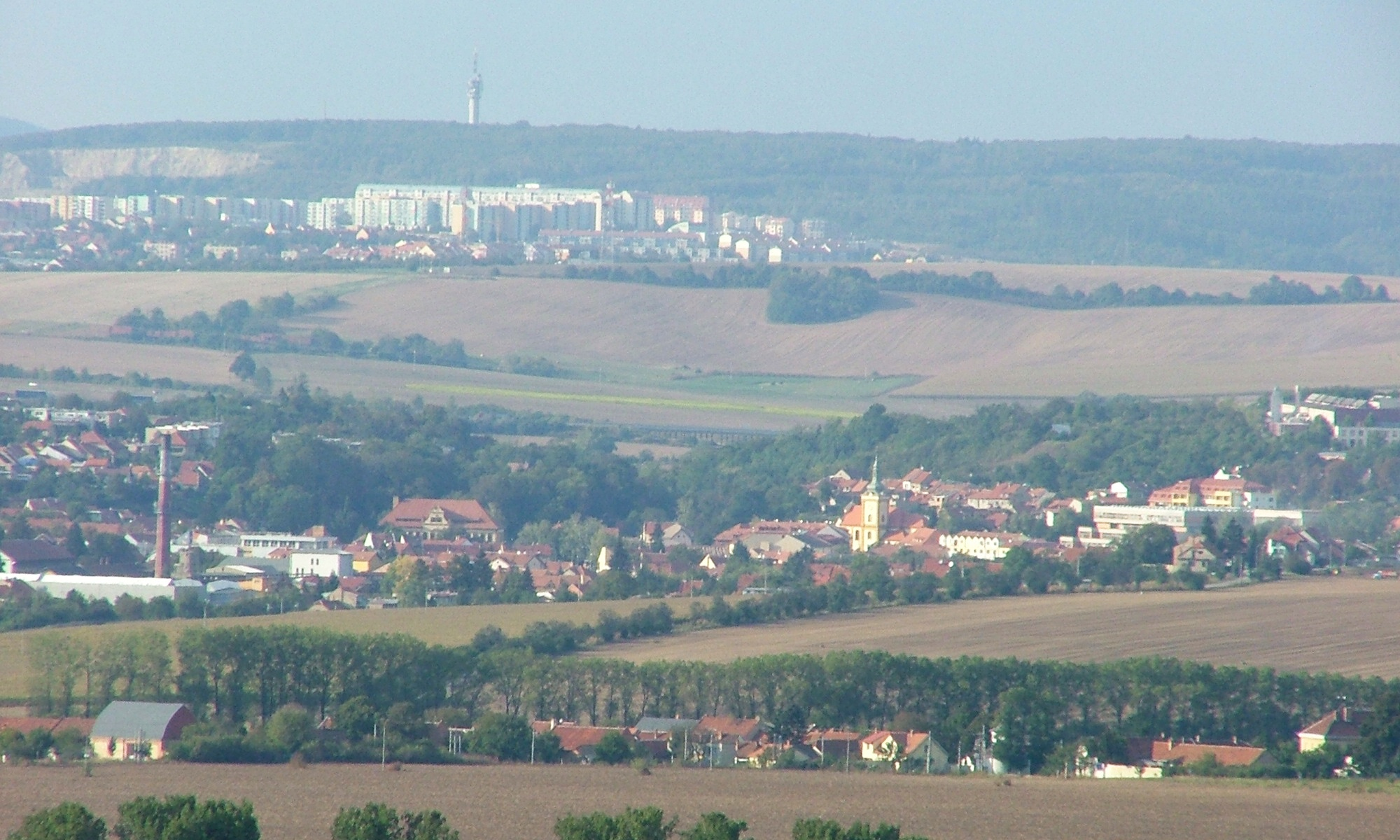

什拉帕尼采（捷克語：Šlapanice，捷克語發音：[ˈʃlapaɲɪtsɛ]）是捷克南波希米亞州的城鎮，位於該國東南部，距離布爾諾9公里，面積14.64平方公里，海拔高度230米，2012年人口為6,989。

## 外部連結
- 官方网站 （页面存档备份，存于） (捷克语)